# Sulawesiella
Sulawesiella is een kevergeslacht uit de familie van de boktorren (Cerambycidae). De wetenschappelijke naam van het geslacht werd voor het eerst geldig gepubliceerd in 2006 door Weigel & Withaar.

## Soorten
Sulawesiella is monotypisch en omvat slechts de volgende soort:
- Sulawesiella rafaelae (Lansberge, 1885)